# Campeonato Amazonense de Futebol de 2024 - Segunda Divisão
O Campeonato Amazonense de Futebol de 2024 - Segunda Divisão foi a 64ª edição deste torneio realizado pela FAF desde 1914. Foi disputada por 8 equipes entre 19 de agosto e 8 de outubro.

## Regulamento
O Campeonato será disputado em (3) três fases distintas: Primeira Fase
(classificatória), Segunda Fase (semifinais), e terceira Fase (Final).
Na Primeira Fase, as equipes participantes serão dispostas em duas Chaves (A e B) e jogarão entre si uma chave contra a outra, em turno único.
As duas equipes melhores classificadas de cada chave passarão para a disputa da semifinal.
Nas semifinais, as disputas dos dois jogos serão realizadas em confrontos de jogo único. As semifinais serão da seguinte maneira: 1º da chave A x 2ª da chave A e 1º da chave B x 2º da chave B. Ao final do tempo regulamentar dos jogos semifinais, o placar estando empatado, a decisão ocorrerá em cobranças de penalidades. O mando de campo dos jogos das semifinais, será da equipe melhor classificada na fase classificatória, ou seja, para os líderes das chaves A e B.
Na FINAL, os clubes vencedores dos confrontos das semifinais, se enfrentarão em jogo de ÚNICO, e o vencedor do duelo será denominado Campeão Amazonense da Série B de 2024 e o perdedor será denominado Vice-Campeão Amazonense da Série B 24. Não Haverá vantagem para nenhuma das equipes participantes da Fase Final. Contudo, havendo empate ao final do jogo, o campeonato será decido em cobranças de penalidades máximas. O jogo Final, será realizado na cidade onde a equipe de melhor campanha manda seus jogos, considerando todas as fases anteriores. A equipe campeã conquistará o acesso para disputar o Campeonato Amazonense de Futebol de 2025 - Séria A.
Critérios de desempate
Em caso de empate em pontos ganhos entre dois ou mais clubes ao final da fase classificatória, o desempate, para efeito de classificação, será efetuado observando-se os critérios abaixo:
1. maior número de vitórias;
2. maior saldo de gols;
3. maior número de gols pró;
4. Menor quantidade de Gol´s sofridos
5. sorteio.

## Equipes participantes
* N.D. - Não disputou competições oficias no ano referido.

## Primeira fase

### Grupo A
| Pos | Equipe       | Pts | J | V | E | D | GP | GC | SG  | Classificado                |
| --- | ------------ | --- | - | - | - | - | -- | -- | --- | --------------------------- |
| 1   | Fast Clube   | 9   | 4 | 3 | 0 | 1 | 15 | 5  | +10 | Classificados às semifinais |
| 2   | CDC Manicoré | 1   | 4 | 1 | 2 | 1 | 2  | 7  | −5  | Classificados às semifinais |
| 3   | Clipper      | 1   | 4 | 1 | 1 | 2 | 8  | 14 | −6  |                             |
| 4   | JC           | 0   | 4 | 0 | 0 | 4 | 5  | 24 | −19 |                             |

### Grupo B
| Pos | Equipe      | Pts | J | V | E | D | GP | GC | SG  | Classificado                |
| --- | ----------- | --- | - | - | - | - | -- | -- | --- | --------------------------- |
| 1   | Sete        | 10  | 4 | 3 | 1 | 0 | 9  | 2  | +7  | Classificados às semifinais |
| 2   | Sul América | 9   | 4 | 3 | 0 | 1 | 23 | 6  | +17 | Classificados às semifinais |
| 3   | Tarumã      | 3   | 4 | 1 | 0 | 3 | 9  | 11 | −2  |                             |
| 4   | RB do Norte | −1  | 4 | 1 | 2 | 1 | 9  | 11 | −2  |                             |

### Confrontos
| Mandante \ Visitante | CDC | CLP | FAS | JCF | RBN | SET | SUL  | TAR |
| -------------------- | --- | --- | --- | --- | --- | --- | ---- | --- |
| CDC Manicoré         | —   | –   | –   | –   | –   | 0–0 | –    | 1–0 |
| Clipper              | –   | —   | –   | –   | 4–4 | –   | 0–5  | –   |
| Fast Clube           | –   | –   | —   | –   | –   | 1–3 | –    | 5–0 |
| JC                   | –   | –   | –   | —   | 3–4 | –   | 0–10 | –   |
| RB do Norte          | 0–0 | –   | 1–4 | –   | —   | –   | –    | –   |
| Sete                 | –   | 4–0 | –   | 2–1 | –   | —   | –    | –   |
| Sul América          | 7–1 | –   | 1–5 | –   | –   | –   | —    | –   |
| Tarumã               | –   | 1–4 | –   | 8–1 | –   | –   | –    | —   |

## Fase final
Em itálico, os times que possuem o mando de campo do confronto e em negrito as equipes vencedoras.
|  | Semifinais         | Semifinais         | Semifinais |      |              | Final        | Final | Final |  |
|  |                    |                    |            |      |              |              |       |       |  |
|  | Fast Clube         | Fast Clube         | 3 (2)      |      |              |              |       |       |  |
|  | Fast Clube         | Fast Clube         | 3 (2)      |      |              |              |       |       |  |
|  | CDC Manicoré (pen) | CDC Manicoré (pen) | 3 (4)      |      |              |              |       |       |  |
|  | CDC Manicoré (pen) | CDC Manicoré (pen) | 3 (4)      |      | CDC Manicoré | CDC Manicoré | 0     |       |  |
|  |                    |                    |            |      | CDC Manicoré | CDC Manicoré | 0     |       |  |
|  |                    |                    | Sete       | Sete | 1            |              |       |       |  |
|  | Sete (pen)         | Sete (pen)         | Sete       | Sete | 1            | 2 (3)        |       |       |  |
|  | Sete (pen)         | Sete (pen)         |            |      |              |              |       |       |  |
|  | Sul América        | Sul América        | 2 (2)      |      |              |              |       |       |  |

### Escalações irregulares
Após a classificação do CDC Manicoré para a final, este e o Clipper foram denunciados por  escalações irregulares, o que poderia alterar o percurso da competição. Julgados, o primeiro perdeu 4 pontos, e o segundo, perdeu 3. O clube interiorano foi punido por incluir 6 atletas amadores, quando o máximo permitido era 5, e também por constar na sumula um jogador não registrado no BID. Apesar dessa punição, o CDC Manicoré manteve sua vaga na final, uma vez que o Clíper, que poderia herdar sua vaga na fase Semifinal e alterar o chaveamento, também foi punido.

### Premiação
| Campeão Amazonense da Segunda Divisão de 2024 |
| Manaus                                        |
| --------------------------------------------- |
| Sete Campeão (1.º título)                     |